# Савремена пољопривредна техника (часопис)
Савремена пољопривредна техника је научни часопис Националног научног друштва за пољопривредну технику, који излази у Новом Саду. Први број је изашао 1975. године. Часопис је категорисан као истакнути научни часопис за 2018. годину (М52) за област биотехнологије и пољопривреде.

## Историјат
Часопис је основало Војвођанско друштво за пољопривредну технику. Од бр. 1/2 за 1997. годину излази са поднасловом "Југословенски научни часопис за пољопривредну технику" и упоредним насловом на енглеском језику "Contemporary Agricultural Engineering". Од 2010. године, поднаслов гласи "Научни часопис за пољопривредну технику", односно на енглеском "Scientific Journal of Agricultural Engineering".

## Тематика
Осим што објављује научне радове о најновијим техничким и технолошким решењима из области пољопривредне технике, часопис објављује и радове саопштене на научним скуповима (нпр. у бр. 4 за 2003. годину објављена су саопштења са VII међународног скупа "Правци развоја пољопривредне технике").

## Суиздавачи
У различитим периодима излажења, суиздавачи часописа били су и: Департман за пољопривредну технику Пољопривредног факултета у Новом Саду, Војвођанско друштво за пољопривредну технику и Департман за инжењерство заштите животне средине Факултета техничких наука Универзитета у Новом Саду.

## Уредници
Од 1991. године главни и одговорни уредник био је Веселин Лазић, а од 2006. Миладин Бркић.
У периоду 2011. до 2017. часопис је уређивао Јан Туран.